# Lago Kariba
Il lago Kariba è un grande lago artificiale al confine tra lo Zambia e lo Zimbabwe, formatosi tra il 1958 e il 1963 dopo la costruzione della diga di Kariba sul fiume Zambesi. Il lago si trova a circa metà del corso dello Zambesi, a 1.300 chilometri dalla foce del fiume sull'Oceano Indiano. La diga che lo ha formato si trova sulla costa nord-orientale del lago.
Il lago Kariba è lungo più di 220 chilometri e ha una larghezza massima di 40 chilometri. Copre un'area di 5.580 km² e ha una capacità di 180 km³ (ovvero, 180 miliardi di m³). La profondità massima del lago è di 97 metri, ma in media è profondo 29 metri.Dopo la costruzione l'enorme peso dovuto alla quantità di acqua ha probabilmente innescato sismi nella zona.

## Ecologia
Prima che il lago Kariba si formasse, la vegetazione della zona venne bruciata, creando uno spesso strato di terreno fertile su quello che sarebbe diventato il letto del fiume. Questo ha influito sull'ecologia del fiume, dandogli un aspetto vibrante. Molte specie di pesci sono state introdotte nel lago, in particolare la kapenta, un tipo di sardina importata dal lago Tanganica, che ha permesso lo sviluppo di una prospera industria peschiera. È stata introdotta anche la pesca sportiva, per incoraggiare la crescita del turismo. Sia lo Zambia che lo Zimbabwe stanno tentando di sfruttare il lago per sviluppare l'industria turistica sulle rispettive coste di appartenenza.